# Microsoft 365
Microsoft 365 (tidligere Office 365) er et varemærke, hvorunder Microsoft markedsfører en abonnementbaseret gruppe af forskellige programmer. Et abonnement på Microsoft 365 giver bl.a. adgang til Microsoft Office, OneDrive og 60 minutters månedligt brug af Skype. For forretningskunder er der en række yderligere services tilgængelig.
Den 21. april 2020 blev Office 365 for almindelige brugere og mindre virksomheder omdøbt til Microsoft 365. Office 365-navnet forbliver i brug til større virksomheder.